# 7 Armia (II RP)
7 Armia (7 A) – związek operacyjny Wojska Polskiego, utworzony w trakcie wojny polsko-bolszewickiej rozkazem Wodza Naczelnego gen. Józefa Piłsudskiego z 7 marca 1920.

## Formowanie i działania
W marcu 1920 Naczelne Dowództwo Wojska Polskiego zadecydowało o rozwiązaniu frontów i sformowaniu na ich miejsce armii. Największy z nich, Front Litewsko-Białoruski, podzielony został na trzy armie: 1., 4. (liniowe) oraz 7.. Z dniem 1 kwietnia  dotychczasowe dowództwo  Grupy gen. Żeligowskiego zostało przekształcone w dowództwo 7 Armii.Armia miała zadanie obserwować polsko-litewską linię demarkacyjną i stanowić odwód dla pozostałych formacji.
7 Armia nie brała bezpośredniego udziału w walkach jako cała formacja. Jedynie jej 6 Dywizja Piechoty miała brać udział w planowanej na 17 maja ofensywie 4 Armii znad Berezyny. Lecz w związku z wyprzedzającym uderzeniem Tuchaczewskiego na północnym odcinku frontu, natarcie nie doszło do skutku, więc część oddziałów armii została przydzielona do grupy gen. por. Leonarda Skierskiego (włączonej później do 1 Armii), z wyjątkiem 2 Dywizji Litewsko-Białoruskiej, która pozostała w składzie armii do końca jej istnienia.

## Dowództwo i skład
Dowództwo 7 Armii
- dowódca
  - gen. por. Gustaw Zygadłowicz (III - V 1920)
  - gen. por. Stefan Majewski (V - VI 1920)
- szef sztabu - płk SG Kazimierz Ścibor-Rylski
- szef łączności - ppłk łącz. Andrzej Miączyński

Odeb 7 A:
- 2 Dywizja Litewsko-Białoruska
- 6 Dywizja Piechoty
- 10 Dywizja Piechoty
- I dywizjon lotniczy